# Alchemilla vetteri
Alchemilla vetteri es una especie de planta del género Alchemilla, perteneciente a la familia Rosaceae.

## Taxonomía
Alchemilla vetteri fue descrita por Robert Buser en 1894.

## Distribución
Se encuentra en el territorio de Francia, Italia y España.